# Bulgăre de zăpadă

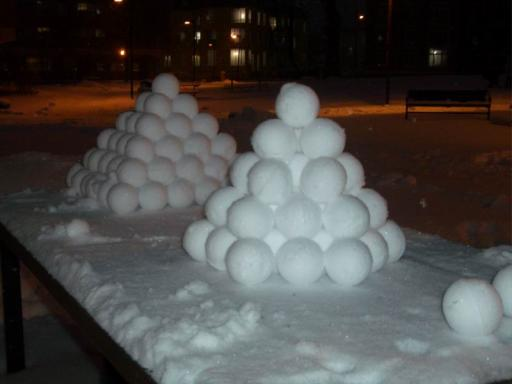
Bulgări de zăpadă

Un bulgăre de zăpadă este un obiect sferic făcut din zăpadă, deobicei creat prin strângerea zăpezii cu mâinile și folosit în timpul iernii de tineri în cadrul bătăilor cu bulgări.